# Mauricio Castillo
Mauricio Gerardo Castillo Contreras (San José, 19 de junio de 1987), más conocido como Mauricio Castillo (AFI: maw'riθjo kas'tiλo), es un futbolista costarricense que juega como centrocampista en el Municipal Grecia, de la Primera División de Costa Rica. En su momento fue una de las grandes promesas de Costa Rica.

## Trayectoria

### Inicios
Mauricio Castillo creció en Tres Ríos de La Unión. Desarrolló las categorías menores en el Deportivo Saprissa y en el Club Sport Herediano. Inicialmente tomó la decisión de desempeñarse como guardameta del Team Florense, pero ese deseo mermó a los 9 años de edad y optó por el mediocentro. Desde ese punto continuó con el conjunto morado, luego participó en cinco temporadas con el equipo de Segunda División. El entrenador Enrique Rivers afirmaba que Castillo tenía buen remate, especialmente con la pierna izquierda. Su camino para llegar a la escuadra absoluta no fue fácil, pero con la perseverancia que Mauricio aplicaba en cada entrenamiento, fue ganando un puesto hasta ser ascendido en 2010.

### Deportivo Saprissa

#### Temporada 2010-2011
El futbolista debutó oficialmente con el Deportivo Saprissa el 4 de agosto de 2010, en la segunda jornada del Campeonato de Invierno frente a Liga Deportiva Alajuelense, en el Estadio Rosabal Cordero. El centrocampista entró como sustitución por Alejandro Sequeira al minuto 52', y el resultado concluyó en empate 0-0. Tuvo su primera participación en la Concacaf Liga de Campeones el 26 de agosto, enfrentó al Marathón por la segunda fecha en el Estadio Ricardo Saprissa; Castillo jugó su primer encuentro como titular en la victoria 4-1. Su equipo logró la clasificación hacia la siguiente ronda del torneo regional tras ubicarse en segundo lugar con 10 puntos. Al finalizar la etapa regular del campeonato nacional, su club no logró llegar a los cuartos de final.
El Torneo de Verano 2011 significó menos regularidad para Mauricio al aparecer por 7 juegos. Por otro lado, el conjunto saprissista avanzó a los cuartos de final y venció en esta serie al Santos de Guápiles. Sin embargo, perdieron en las semifinales contra San Carlos, por lo que su club quedó eliminado.

### Belén F.C.

#### Temporada 2011-2012
El volante fue cedido por el periodo de un año con Belén, el cual recién ascendía a Primera División. Debutó en el Campeonato de Invierno 2011 el 31 de julio, juego ante el Santos en el Estadio "Coyella" Fonseca. Castillo marcó su primer gol de su carrera al minuto 66', y así dando la victoria de 3-0 a su equipo. Su segundo tanto se registró el 21 de agosto contra Orión, en el empate 1-1. Al término de la fase regular del torneo, el futbolista participó en 13 partidos, en dos oportunidades quedó en el banquillo y en cinco no fue convocado por Vinicio Alvarado. El conjunto belemita alcanzó el noveno puesto con 19 puntos.
El 15 de enero de 2012 dio inicio el Torneo de Verano. La primera jornada se llevó a cabo en el Estadio Municipal, enfrentando al Pérez Zeledón. Esta competición marcó más constancia para el jugador, anotó su primer gol al minuto 55' mediante un tiro libre, pero su equipo perdió 2-1. Luego consiguió el único tanto para el triunfo 1-0 sobre el Cartaginés, el 18 de marzo por la fecha 15. Su última anotación se dio el 19 de abril, en la goleada 7-0 frente a Limón. En total contabilizó participación por 21 partidos, y en una ocasión no fue tomado en cuenta. Su ligamen con los heredianos llegó a su fin, y regresó al Saprissa, club dueño de su ficha.

### Deportivo Saprissa

#### Temporada 2012-2013
La primera fecha del Campeonato de Invierno 2012 se desarrolló el 25 de julio. El conjunto saprissista nombró a Daniel Casas para este periodo. El encuentro inaugural se dio contra Pérez Zeledón en el Estadio Ricardo Saprissa; Mauricio esperó desde la suplencia pero no fue tomado en consideración. Al final el resultado terminó en victoria 3-1. Debutó el 16 de agosto en el juego ante Cartaginés, y entró de cambio por José Carlos Cancela al minuto 77'. Posteriormente tuvo poca participación y no estuvo en la serie de semifinales contra Herediano, la cual su club perdió.

### C.S. Cartaginés
Castillo salió nuevamente de su club en condición de préstamo, siendo esta vez hacia el Cartaginés por seis meses. El conjunto brumoso tenía la responsabilidad de eludir el descenso para el Campeonato de Verano 2013. El 13 de enero se disputó la primera jornada en el Estadio "Fello" Meza contra Limón; Mauricio debutó al ingresar como variante por Pablo Brenes al minuto 60', en el triunfo 3-0. Después fue adquiriendo la confianza del director técnico Javier Delgado para las siguientes fechas. Su primera anotación la consiguió el 16 de enero ante el Pérez Zeledón, y de esta manera obteniendo la segunda victoria consecutiva. El 13 de febrero volvió a lograr un gol, siendo esta vez frente al Deportivo Saprissa y el marcador fue de 2-3 a favor de su equipo. Con este resultado, los Blanquiazules alcanzaron el sexto triunfo al hilo. En las jornadas 9 y 10 fue de nuevo protagonista al alcanzar un tanto ante Puntarenas y Belén, respectivamente. El futbolista se perdió el resto del torneo por una lesión. Por otro lado, el Cartaginés avanzó a la siguiente fase del campeonato tras ubicarse en el segundo lugar con 41 puntos. La semifinal de ida se desarrolló el 9 de mayo contra el conjunto saprissista; Castillo quedó en el banquillo y el marcador acabó en empate 1-1. La vuelta de igual manera terminó igualada, pero su equipo avanzó a la última instancia por la ventaja deportiva que obtuvieron anteriormente; el volante jugó 34 minutos. La final de ida se disputó ante el Herediano. A pesar de iniciar perdiendo, su club dio vuelta al marcador y venció con cifras de 3-1. El futbolista anotó el segundo gol del partido y salió de cambio por Leandro Silva al minuto 80'. La final de vuelta se llevó a cabo el 25 de mayo en el Estadio Rosabal Cordero, Castillo estuvo por 53 minutos y su equipo no pudo aprovechar la ventaja y salieron derrotados 3-1. El campeón se decidió en los penales, los cuales ganaron los florenses 5-4. De esta manera, Castillo consiguió su primer subcampeonato y el undécimo en la historia del Cartaginés.

### Deportivo Saprissa

#### Temporada 2013-2014
El centrocampista volvió una vez más al Saprissa luego de su gran torneo con los cartagineses. Debutó en la semifinal de ida del Torneo de Copa 2013, precisamente frente a su anterior equipo. Jugó 28 minutos y el marcador terminó empatado a una anotación. El 31 de julio se llevó a cabo la vuelta en el Estadio Nacional; después del empate 2-2, el ganador se definió mediante los lanzamientos desde el punto de penal. Mauricio hizo exitosamente el séptimo tiro, y el resultado acabó 7-6 a favor de los morados. El 4 de agosto fue la final en el mismo escenario deportivo contra Carmelita; el futbolista estuvo por 44 minutos y el marcador fue 0-0, por lo que nuevamente se llevó a cabo los penales. Finalmente, Saprissa triunfó 4-2 y se adjudicó como campeón de copa. Además, fue el primer título de Castillo con los tibaseños.

#### Temporada 2019
En el 2019 Mauricio llega como un nuevo refuerzo para el AD Grecia.